# Adam (víctima)
"Adam" fue el sobrenombre que la policía dio a un niño negro no identificado cuyo tronco fue descubierto en el río Támesis en Londres, Reino Unido, el 21 de septiembre de 2001. Los investigadores creen que el niño probablemente era del suroeste de Nigeria, y que varios días antes de su asesinato, fue traficado al Reino Unido para un sacrificio ritual muti. Hasta la fecha, nadie ha sido acusado del asesinato de Adam y se desconoce su verdadera identidad.

## Fondo
El 21 de septiembre de 2001, un programador informático avistó el tronco de un niño flotando en el río Támesis, cerca del Puente de la Torre en el centro de Londres. Apodado "Adam" por los agentes de policía, los restos no identificados pertenecían a un varón negro, de entre cuatro y ocho años, que solo vestía pantalones cortos naranja brillante.
La autopsia mostró que Adam había sido envenenado con la ingestión de jarabe para la tos con algunas habas de Calabar, que lo habría dejado paralizado pero consciente, después su garganta cortada para drenar la sangre de su cuerpo, y su cabeza y extremidades habían sido amputados mediante cortes expertos. Además del contenido del estómago pruebas forenses adicionales, entonces novedosas, examinaron también las trazas de minerales en sus huesos que establecieron que Adam solo había estado en el Reino Unido durante unos días o semanas antes de ser asesinado, y que probablemente provenía de una región del suroeste de Nigeria cerca de la Ciudad de Benín, zona conocida como el lugar de origen del vudú. Esta evidencia llevó a los investigadores a sospechar que Adam fue traficado a Gran Bretaña específicamente para un sacrificio ritual o muti, realizado por un brujo que usa partes del cuerpo de un niño sacrificado para hacer "muti", pociones medicinales.

## Investigación
Incapaces de encontrar una coincidencia para Adam en las bases de datos de niños desaparecidos en Gran Bretaña y Europa, los investigadores solicitaron asistencia al público. Sin embargo, el macabro hallazgo inicialmente solo recibió una publicidad moderada, debido a su proximidad a los ataques terroristas del 11 de septiembre en los Estados Unidos, que habían copado todo el interés mundial. En el Reino Unido, la cobertura y el interés en el caso aumentaron durante el año siguiente, y se ofrecieron recompensas por información que condujera a la condena de los asesinos o a la identificación de Adam. Sin embargo, la historia aún no había recibido mucha publicidad en Nigeria.
Cuando la investigación llegó a un punto muerto en 2002, los funcionarios de Londres volaron a Johannesburgo, Sudáfrica, donde Nelson Mandela, ganador del Premio Nobel y expresidente de Sudáfrica, hizo un llamamiento público solicitando cualquier información que pudiera ser relevante para ayudar a la policía de Londres en el caso. El llamamiento de Mandela se transmitió por vía televisiva por toda África subsahariana y se tradujo a los idiomas tribales, incluido el yoruba, el idioma local de la región que los investigadores vincularon con Adam.
En 2003, la policía metropolitana de Londres viajó a Sudáfrica para consultar a detectives y expertos en muti del SAPS. Los expertos sugirieron que los pantalones cortos naranjas significaban que Adam estaba relacionado con sus asesinos. En los rituales muti, el color rojo es el color de la resurrección: en consecuencia, al menos uno de los asesinos del niño estaba relacionado con él y estaba tratando de disculparse con su alma, rezando para que pudiera resucitar.
Posteriormente, la policía londinense viajó a Nigeria y lanzó una campaña para buscar a los padres de Adam. A pesar de visitar las escuelas primarias y estudiar los casos de niños desaparecidos reportados en la región, no tuvo éxito tampoco.
En diciembre de 2006, fue enterrado en un cementerio londinense. 

### Desarrollo
El 29 de marzo de 2011, se informó que el tronco era el de un niño de 6 años llamado Ikpomwosa, luego de que un equipo de televisión lograra localizar a una mujer que supuestamente le estaría cuidando en Alemania, debido a que sus padres fueron deportados a Nigeria. Joyce Osiagede, una mujer separada madre de dos hijos, le dijo al programa London Tonight del canal ITV1 que entregó al niño de 6 años a un hombre, supuestamente llamado Bawa, quien procedió a llevar al niño a Londres. Los detectives dijeron que se trataba de un "gran avance".
En febrero de 2013, Osiagede se puso en contacto con la BBC y declaró que estaba preparada para contarles todo lo que sabía sobre el niño. Osiagede reveló que el verdadero nombre de Adam era, de hecho, Patrick Erhabor, y no Ikpomwosa. También identificó a Bawa como Kingsley Ojo y dijo que había identificado erróneamente una fotografía que había estado circulando en la prensa como Patrick, cuando en realidad era el hijo vivo de un amigo. Sin embargo, las dudas de la policía sobre su estado mental significaron que los detectives dudaron de estas afirmaciones y, por lo tanto, Adam nunca ha sido identificado formalmente.
La Policía Metropolitana cree que la publicidad que rodeó el caso ha actuado como disuasivo de más crímenes rituales en el Reino Unido.

## Casos vinculados
En julio de 2002, Joyce Osiagede, una mujer nigeriana llegó al Reino Unido procedente de Alemania alegando haber huido de un culto yoruba que practicaba asesinatos rituales. Afirmó que intentaron matar a su hijo y que sabía que Adam fue asesinado en Londres por sus padres. La policía que registró su apartamento encontró pantalones cortos naranjas con la misma etiqueta de ropa que los que se encontraron en Adam. En diciembre de 2002, fue deportada a Nigeria.
La vigilancia de los socios de la mujer llevó a la policía a otro nigeriano, un hombre llamado Kingsley Ojo. Las búsquedas en la casa de Ojo encontraron una serie de elementos rituales, pero ninguno de los elementos de ADN coincidía con el ADN de Adam. En julio de 2004, Ojo fue acusado de delitos de trata de niños y encarcelado durante cuatro años.
Un análisis antropológico del caso reveló todas las posibles falacias de homogeneización, supuesta identidad y el impacto de la globalización generalmente relacionados con la inquietante historia de la otredad africana. En Europa, durante las dos primeras décadas del siglo XXI, una inmigración constante y creciente obligaba a la convivencia con personas de otras etnias y culturas, con rumores y casos como este provocando periódicamente pánico moral hacia personas vistas como más supersticiosas y atrasadas.